# Pilgrimscentrum
Pilgrimscentrum startade sin verksamhet 1997 i Vadstena. Pilgrimscentrum fungerar som Svenska kyrkans centrum för pilgrimer med ekumenisk inriktning.
Sedan 1998 är pilgrimscentrum även öppet under sommaren (juni-augusti) med benämningen Pilgrimssommar. Man är välkommen dit och ta en paus med fika eller att bara ta det lugnt och försöka tänka sig in i situationen att man är en pilgrim. Man kan även prova på att vandra i cirka 1-2 timmar som en pilgrimsvandrare.
Pilgrimscentrum befinner sig i samma byggnad som Gamla teatern (Klosterg. 7, Vadstena) nära Klosterkyrkan, Örtagården och Rödtornet.

## Pilgrimsvandringsleder

### Klosterleden
Klosterleden är en pilgrims- och vandringsled i Östergötland, Sverige. Den knyter samman Alvastra kloster, Heliga Hjärtas kloster, Vadstena kloster, klosterruinerna i Skänninge, Vreta kloster, Linköpings konvent och Linköpings domkyrka, Askeby kloster, de medeltida före detta klostren i Söderköping och slutligen Krokeks kloster på gränsen till Södermanland. Hela leden är 110 kilometer lång, men den kan göras i enskilda etapper. Leden byggdes upp av Pilgrimscentrum med olika aktörer som bidrog med ekonomiska medel, dylik hjälp.

### Klosterledens sträckning i Östergötland
- Alvastra – Rogslösa
- Rogslösa - Vadstena
- Vadstena – Skänninge
- Skänninge – Västerlösa
- Västerlösa – Vreta kloster
- Vreta Kloster - Linköping
- Linköping - Askeby
- Askeby – Gårdeby
- Gårdeby - Söderköping
- Söderköping - Östra Husby
- Östra Husby – Norrköping
- Norrköping – Krokek

Karta över Klosterleden